# 잭 노턴
잭 노턴(Jack Norton, 1882년 9월 2일 ~ 1958년 10월 15일)은 미국의 배우이다. 브루클린에서 태어났다.

## 영화
- 버라이어티 걸 (1947년)
- 린다 비 굿 (1947년)
- 천국의 사도 조단 2 (1947년)
- 노 리브, 노 러브 (1946년)
- 블루 스카이스 (1946년)
- 쉐인 온 하베스트 문 (1944년)
- 히어 컴 더 웨이브스 (1944년)
- 모간 크리크의 기적 (1944년)
- 정복 영웅의 환영 (1944년)
- 나의 길을 가련다 (1944년)
- 탱크 유어 럭키 스타스 (1943년)
- 약탈자 (1942년)
- 록시 하트 (1942년)
- 마이 페이버릿 스파이 (1942년)
- 더 플릿츠 인 (1942년)
- 팜 비치 스토리 (1942년)
- 루이지아나 퍼처스 (1941년)
- 뱅크 딕 (1940년)
- 포효하는 20년대 (1939년)
- 땡스 포 더 메모리 (1938년)
- 더 우먼 멘 메리 (1937년)
- 쓰루브레드 돈 크라이 (1937년)
- 경마장의 하루 (1937년)
- 1937년의 황금광들 (1936년)
- 페이지 미스 글로리 (1935년) - 리포터 역
- 고 인투 유어 댄스 (1935년)
- 해피니스 어헤드 (1934년)